# Eunephrops cadenasi
Eunephrops cadenasi is een kreeftensoort uit de familie van de Nephropidae. De wetenschappelijke naam van de soort is voor het eerst geldig gepubliceerd in 1939 door Chace.